# Yoshioka Yayoi
Yoshioka Yayoi (吉岡 彌生) (Kakegawa, 29 d'abril de 1871 - Tòquio, 22 de maig de 1959) va ser un metgessa i activista dels drets de les dones. Va fundar la Universitat de Medicina per a Dones de Tòquio (東京女子医科大学, Tōkyō Joshi Ika Daigaku) en 1900, la primera escola de medicina per a dones al Japó.
També era coneguda amb el seu nom de soltera, Washiyama Yayoi.

## Biografia
Yoshioka va néixer a la vila de Hijikataen, que actualment forma part de la ciutat de Kakegawa a la prefectura de Shizuoka, on el seu pare, un metge, va advocar per l'educació primària per als nens del poble. Yayoi va créixer al segle xix, quan l'educació de les dones estava mal vista.
El 1889 es va traslladar a Tòquio i es va graduar a l'escola de medicina Saisei-Gakusha. El 1892 va obtenir la 27a llicència mèdica concedida a una dona al Japó. En adonar-se de la dificultat d'aquesta trajectòria professional per a les dones al Japó, va decidir començar la seva pròpia escola de medicina, que va fer abans de complir els 30 anys.

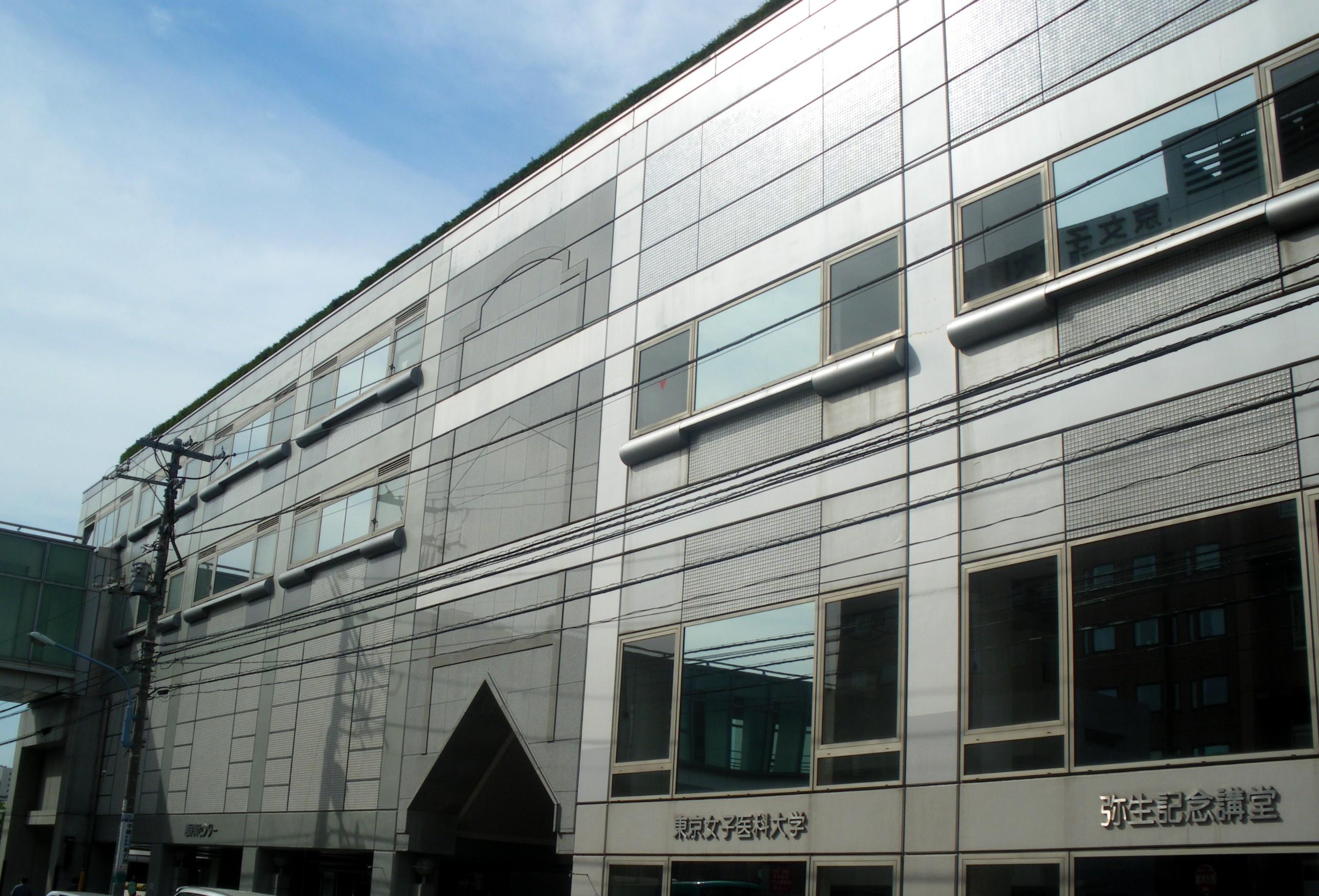
Auditori de Yayoi (dreta) i el Centre de Diabetis (esquerra) de l'Hospital Universitari Mèdic de Tòquio en Kawada-cho, Shinjuku-ku, a Tòquio

Les graduades de l'Escola de Medicina per a Dones de Tòquio (que es va canviar el nom pel de Universitat de Medicina per a Dones de Tòquio el 1998) no van poder practicar medicina fins a 1912, quan el govern japonès va permetre a les dones inscriure's en l'examen mèdic nacional. Al 1930, gairebé un miler de dones havien passat per l'escola de Yoshioka.
Yayoi va ser políticament activa durant la seva vida. Amb molts col·legues, va advocar per l'educació sexual. Als anys 30 del segle xx, Yayoi es va implicar en el moviment del sufragi femení i en el moviment «Eleccions netes» al Japó. El 1938, el govern japonès va nomenar Yayoi i deu altres dones líders al «Consell d'emergència per millorar les formes de vida de la nació», un intent de mobilització abans de la guerra. Durant la Segona Guerra Mundial va ser una figura destacada en diverses associacions de dones patriotes i associacions juvenils. Després de la guerra, va continuar promovent l'educació de les dones.
Yayoi va rebre l'Orde de la Preciosa Corona el 1955, i l'Ordre del Tresor Sagrat, de forma pòstuma, l'any 1959.
Va morir a casa seva el 22 de maig de 1959. Per petició pròpia al seu testament, va entregar el seu cos a la universitat per a realitzar una autòpsia clínica per a l'estudi.

## Commemoracions
Es va establir el Premi Memorial Yoshioka per honrar a les successores de Yoshioka. L'Associació de Dones Metgesses Japoneses va nomenar els seus dos premis després de Yoshioka Yayoi i Ogino Ginko (la primera dona que va obtenir la llicència de metge al Japó).
- Hi ha un museu memorial dedicat a Yayoi a Kakegawa, Shizuoka.
- El 1994, la Unió Astronòmica Internacional va nomenar un cràter de Venus en honor seu (cràter Yoshioka).[2]
- El 20 de setembre de 2000, Yayoi va ser representada en un segell commemoratiu japonès de 80 iens junt amb Naruse Jinzo i Tsuda Umeko.